# Russische militaire begraafplaats in Altdöbern
De Russische militaire begraafplaats in Altdöbern is een militaire begraafplaats in Brandenburg, Duitsland. Op de begraafplaats liggen omgekomen Russische militairen uit de Tweede Wereldoorlog.

## Begraafplaats
Vrijwel alle militairen kwamen aan het einde van de oorlog om het leven. De begraafplaats bevindt zich vlak bij de kerk van Altdöbern en bestaat uit enkele graven met in het midden een groot monument.